# Société des républicaines révolutionnaires

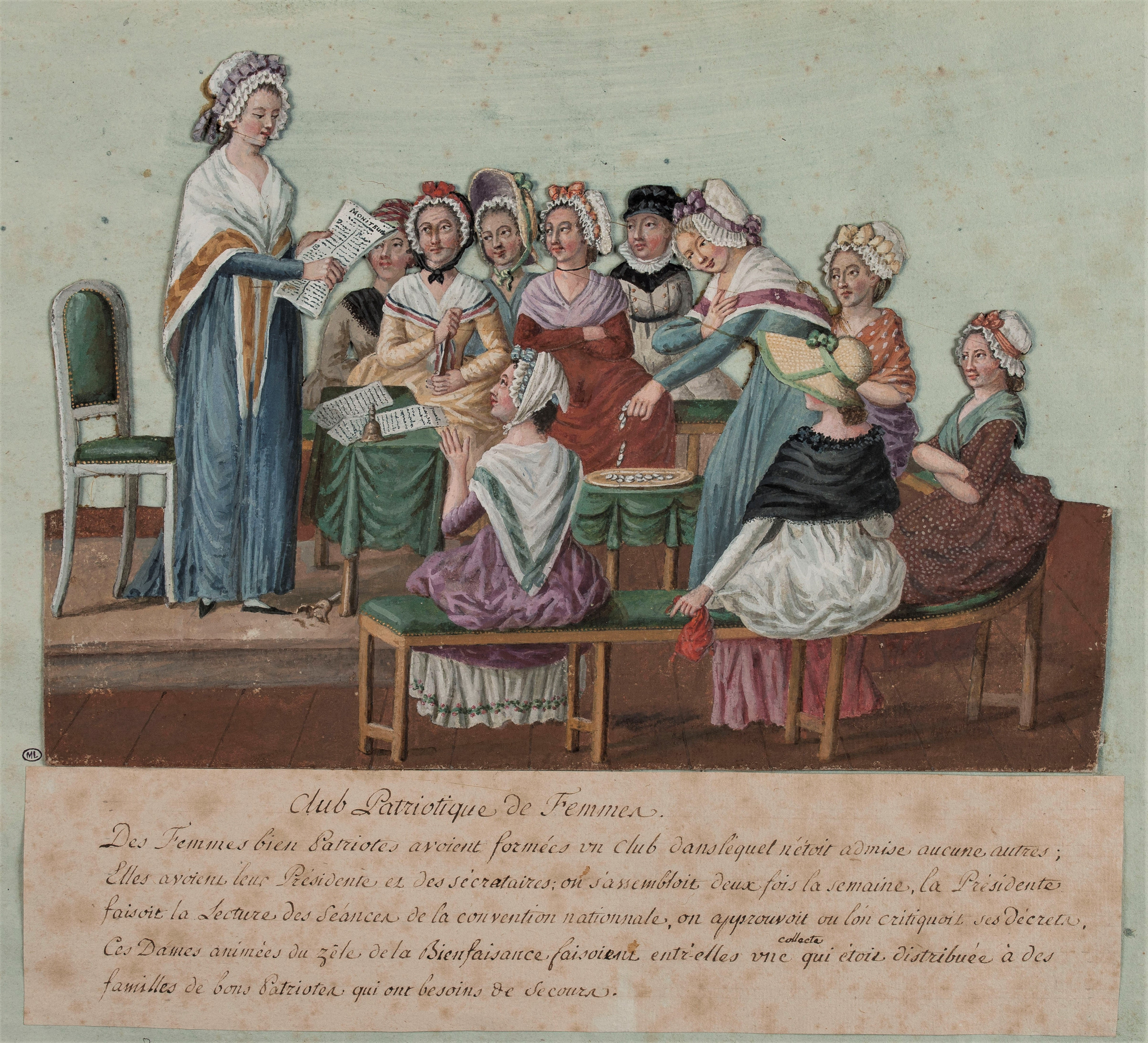
Lesueur - Club Patriotique de Femmes

Société des Républicaines-Révolutionnaires ("Revolutionära Republikanska Kvinnor") var en politisk partigrupp för kvinnor i Frankrike under franska revolutionen.   Den organiserade kvinnor med revolutionära och republikanska sympatier, med nära band till jakobinerna. 
Gruppen grundades av Claire Lacombe och Pauline Léon 1793. Gruppen varade i bara några månader innan den stängdes av jakobinerna under skräckväldet, men under sin verksamhetstid spelade den en stor roll som talorgan för kvinnors rättigheter. Det spelade en pionjärroll som den första politiska partigruppen för kvinnor i Frankrike. Klubben organiserade främst arbetarkvinnor och samarbetade med Sans-culottes och Les Enragés-grupperingarna.